# Mena (Ucraina)
Mena (in ucraino Мена?; in russo Мена?) è una città ucraina (10 716 abitanti) nel distretto di Korjukivka, nell'oblast' di Černihiv. Ospita l'amministrazione della comunità territoriale di  Mena, una delle comunità territoriali dell'Ucraina.
Fino al 18 luglio 2020 Mena è stata il centro amministrativo del distretto di Mena, abolito come parte della riforma amministrativa dell'Ucraina, che ha ridotto a cinque il numero dei distretti dell'oblast' di Černihiv. L'area del distretto di Mena è stata fusa nel distretto di Korjukivka.